# Bhakti
Bhakti je sanskrtský termín znamenající oddanost či uctívání. Zejména v hinduistické tradici se toto slovo užívá téměř výhradně ve významu oddanost Bohu či Božstvu.

## Bhaktijóga
Bhaktijóga je jóga lásky a odevzdanosti Bohu. V této józe žák, bhakta, uctívá boha v některé jeho podobě (Višnu, Šiva, Šakti,…) a odevzdává mu svůj život. Láska a sebeodevzdání pak ruší iluzi nepravého ega, žák 'zapomíná na sebe' a jogín dosahuje osvícení.